# Vojvoda van Zevenburgen

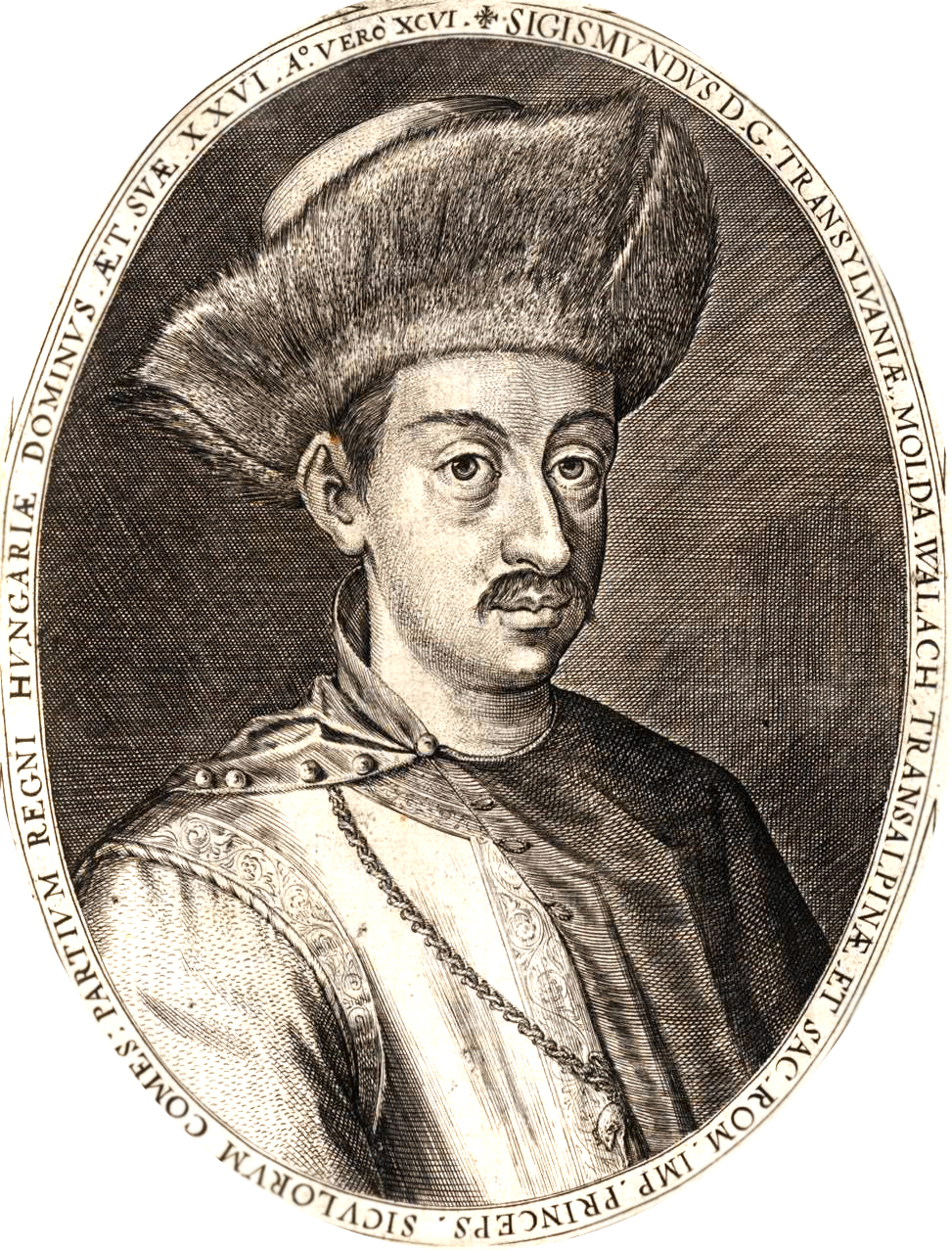
Sigismund Báthory, de laatste woiwode van Zevenburgen

De woiwode van Zevenburgen  (Duits: Woiwode von Siebenbürgen, Hongaars: erdélyi vajda, Latijn: voivoda Transsylvaniae, Roemeens: voievodul Transilvaniei) was de hoogste ambtenaar in Transsylvanië binnen het koninkrijk Hongarije van de 12e tot de 16e eeuw. Hij werd aangeduid door de koning van Hongarije en was tevens eeuwigdurend ispán van het comitaat Fehér. Als woiwode van Zevenburgen stond hij evenwel boven de andere ispáns.
De dragers van dit ambt hadden verreikende militaire, bestuurlijke en gerechtelijke bevoegdheden, maar hun gezag gold niet in heel Zevenburgen. De gemeenschappen van de Saksen, die in de Königsboden woonden, en de Szeklers waren sinds de 13e eeuw ingedeeld in stoelen, en stonden niet onder het bestuur van de woiwode. Desondanks was het woiwodschap Zevenburgen de grootste bestuurlijke eenheid binnen het koninkrijk Hongarije in de 15e eeuw. De woiwodes genoten een inkomen van de koninklijke landgoeden die bij de functie hoorden, maar het recht om land toe te kennen, cijnzen en belastingen te innen en munten te slaan was voorbehouden aan de koning.
Door de geleidelijke desintegratie van het middeleeuwse koninkrijk Hongarije, waren de laatste woiwodes van Zevenburgen, die uit het geslacht Báthory stamden, niet langer koninklijke ambtenaren. In de plaats werden zij als "vorst van Zevenburgen" staatshoofden, zij het onder Ottomaanse suzereiniteit. Stefan Báthory, die door de Zevenburgse Landdag tot woiwode was gekozen, gaf de titel van woiwode op en nam in 1576 de titel van vorst aan, nadat hij in 1576 tot koning van Polen was gekozen.

## Oorsprong van de titel
De oorsprong van het ambt is niet helemaal duidelijk. Het woord woiwode is van Slavische oorsprong en betekent "aanvoerder". Hoewel de Byzantijnse keizer Constantijn VII in zijn De administrando imperio over woiwodes van Hongaarse stammen bericht, lijkt de term eerder gebruikt te zijn door toedoen van een Slavische tolk. Tegenwoordig betekent het woord vojvoda "hertog" in het Servisch, Slovaaks en Sloveens.
Het woiwodschap Zevenburgen ontstond door Transsylvanië's positie als grensgebied en het feit dat de Hongaarse koning er moeilijk directe controle over kon uitoefenen. Daarom stelde de koning woiwodes aan, die niet autonoom regeerden, maar ambtenaren in koninklijke dienst waren. Het feit dat de woiwodes ook ispán van Fehér waren, doet vermoeden dat de functie van woiwode uit dit ambt was ontstaan.
Twee koninklijke oorkonden uit 1111 en 1113 maken melding van ene Mercurius "princeps Ultrasilvanus", maar mogelijk ging het hier slechts om een belangrijk grootgrondbezitter, zonder een specifiek ambt. De titel vojvoda wordt het eerst geattesteerd in 1199. Bovendien werden er in de decannia hierna in de koninklijke oorkonden, naast woiwode, voor dezelfde functie verschillende titels gebruikt, zoals banus, dux en herzog. Pas vanaf de tweede helft van de 13 eeuw werd consistent de term woiwode gebruikt.

## Jurisdictie

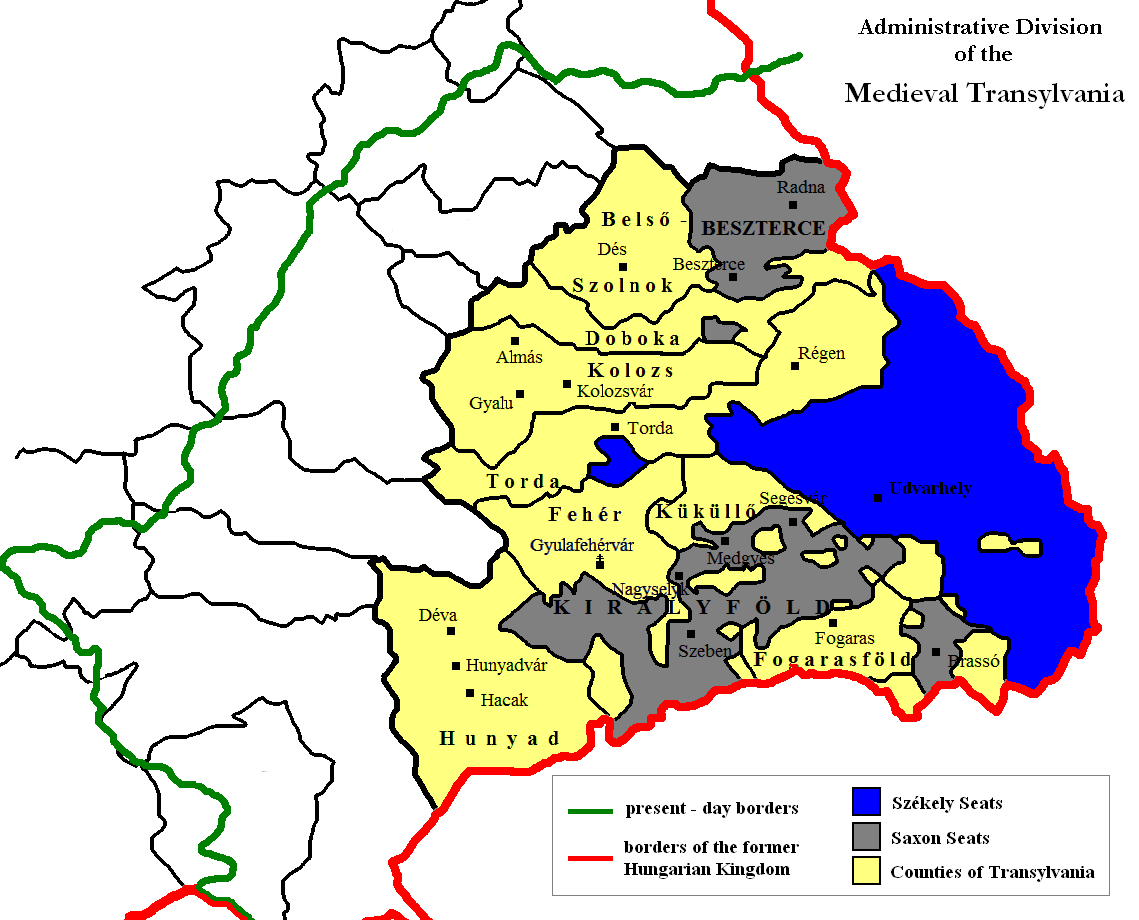
Bestuurlijke indeling van het middeleeuwse Zevenburgen:
Szeklerland, bestuurd door de graaf der Szeklers
Königsboden, bestuurd door de graaf der Saksen
Comitaten bestuurd door de woiwode van Zevenburgen

De gebieden die onder het gezag van de woiwode vielen, stonden gezamenlijk bekend als het woiwodschap of woiwodaat Zevenburgen (Hongaars: erdélyi vajdaság, Roemeens: Voievodatul Transilvaniei). De ispáns van de Transsylvaanse comitaten stonden hiërarchisch onder de woiwode.
Sommige gemeenschappen werden door de koning vrijgesteld van het gezag van de woiwode. Het Diploma Andreanum, een koninklijke oorkonde uit 1224, plaatste de Saksische gemeenschap tussen Broos en Barót onder het gezag van de graaf van Hermannstadt. Analoog hieraan bestuurde een koninklijk ambtenaar, de graaf der Szeklers, vanaf 1228 de Szekler-gemeenschappen. Vanaf 1462 was het de gewoonte dat de woiwode van Zevenburgen automatisch ook de graaf der Szeklers werd.

## Ambt

### Voorrechten
Het ambt van woiwode was een van de meest aanzienlijke in het koninkrijk Hongarije en bovendien lucratief. Zo werden alle inkomsten uit de landgoederen horend bij de koninklijke kastelen in Transsylvanië geïnd voor de woiwodes. Bovendien genoten ze een inkomen uit boetes. Enkel inkomsten uit belastingen, cijnzen en mijnbouw waren het voorrecht van de koning. Aanvankelijk waren de inwoners van de Zevenburgse comitaten verplicht om onderdak te verschaffen aan de woiwode en zijn ambtenaren, indien nodig. Karel I van Hongarije onthief de Zevenburgse adel en horigen in 1324 van deze plicht.
Verschillende woiwodes verkozen een verblijf aan het koninklijke hof boven een verblijf in Zevenburgen en lieten zich daar vertegenwoordigen door een afgevaardigde. Gaandeweg werd dit de onder-woiwode. Deze titel werd voor het eerst geattesteerd in 1278. Daarnaast duidden de woiwodes burggraven (slotvoogden) aan voor de koninklijke burchten, zoals in Bánffyhunyad en Boroskrakkó.

### Gerechtelijke taken

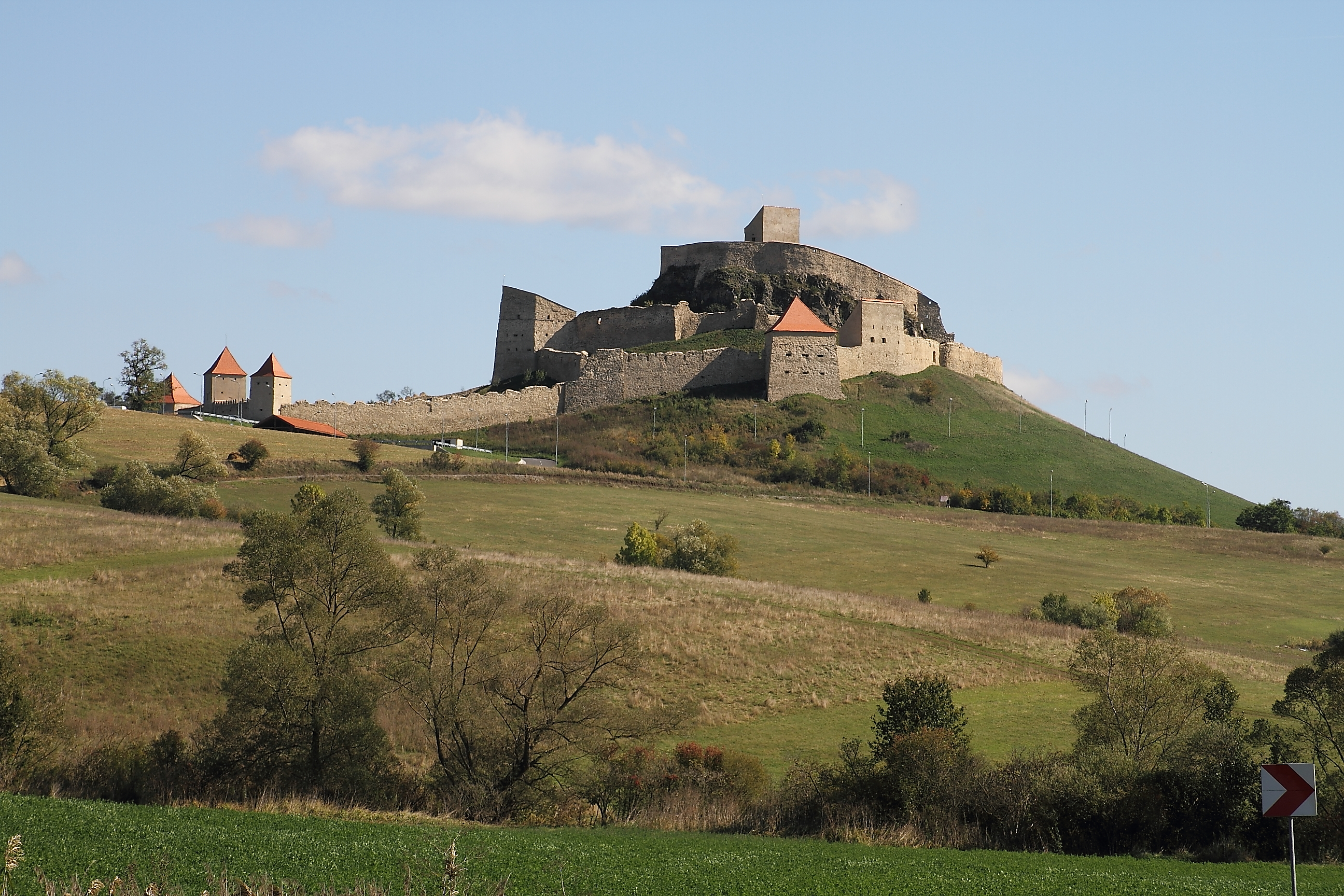
Het gerenoveerde kasteel Kőhalom in Rupea was in handen van de woiwodes van 1324 tot ongeveer 1418

Naast de palatijn, de opperste landrechter en de ban, was de woiwode een van de hoogste rechters van het koninkrijk. Aanvankelijk kwam het nog voor dat de woiwode zelf disputen aanhoorde, maar na 1340 was dit nog zelden het geval en liet hij zich vertegenwoordigen door zijn afgevaardigden. Woiwode Tamás Szécsényi (in functie 1321–1342) erkende het recht van de edellieden om zelf recht te spreken over landbouwers die hun land bewerkten, behalve in bepaalde gevallen zoals roof. Bovendien verleenden de Hongaarse koningen in de 14e eeuw aan steeds meer edellieden het recht op de doodstraf toe te passen.
Met koninklijke toelating nodigde de woiwode soms ook afgevaardigden van de Szeklers of de Saksen uit op vergaderingen van de comitaten. Dit droeg bij tot de ontwikkeling van de Unie der Drie Naties. De dreiging van de Zevenburgse boerenopstand in 1437 gaf namelijk aanleiding tot de eerste gezamenlijke vergadering tussen de Hongaarse adel en gezanten van de Szeklers en de Saksen. Roemeense cneazes ("vorsten") werden slechts eenmalig, in 1355, uitgenodigd op een algemene vergadering.

### Militaire taken
Alleen al de etymologie van het woord woiwode ("legeraanvoerder") doet vermoeden dat de woiwode van Zevenburgen een belangrijke militaire verantwoordelijkheid had. Hij was dan ook de opperste bevelhebber van de troepen die werden gerekruteerd in de comitaten die onder zijn bevoegdheid vielen. Hoewel de wet de Zevenburgse adel verplichtte te vechten in het leger van de Hongaarse koning, vochten de Zevenburgse edelmannen onder aanvoering van de woiwode. Bovendien had de woiwode zijn eigen gevolg van gewapende edelen. Al sinds de 13e eeuw zijn er historische vermeldingen die duidelijk bewijzen dat de woiwode op het slagveld zijn troepen aanvoerde.